# 巣状糸球体硬化症
巣状糸球体硬化症（そうじょうしきゅうたいこうかしょう、英: Focal glomerulosclerosis; FGS）とは、ネフローゼ症候群を生じる腎疾患の一つ。巣状分節性糸球体硬化症（Focal segmental glomerulosclerosis）とも呼ぶ。

## 原因
家族性、薬剤性、ウイルス感染など多種多様な原因が認められる。
糸球体上皮細胞障害の結果として引き起こされる糸球体病変である。

## 症状
多くはネフローゼ症候群を示すため、浮腫や高血圧を伴いやすい。
原発性の症状は食欲不振、倦怠感、高濃度の蛋白に起因する泡沫尿がある。
浮腫は呼吸困難、（胸水）胸部不快感、腹痛（腹水）が生じることがある。

## 検査
尿検査
蛋白尿は必発。多種類の蛋白質が漏れ出てくる。多種類の蛋白質が漏れ出てくる事を尿蛋白の低選択性と言う。また、目では見えないほどの少量の赤血球が混じる。目では見えないほどの少量の赤血球が混じる事を顕微鏡的血尿と言う。
血液検査
ネフローゼ症候群を呈すれば、低蛋白血症、低アルブミン血症がみられる。高脂血症やフィブリノゲン高値を認めることもある。
腎臓針生体検査（腎生検）
まったく正常に見える糸球体と病変のある糸球体が混在する（巣状病変）。
病変のある糸球体では、病変は糸球体の一部に限局する（分節性病変）。
病変のある糸球体全体が硬化性病変に埋め尽くされていることもある（硝子化）。
正常な糸球体だけが生検で採取されるとMCNSとの鑑別が困難。
免疫染色では、有意な免疫複合体や抗体の沈着を認めない。

## 治療
抗凝固薬、免疫抑制剤、脂質代謝改善剤、ステロイドパルス療法などが行われる。
抗凝固薬では、ワルファリンやヘパリンといった種類がありこれらの、抗凝固薬と抗血小板薬と組み合わせて利用することで症状の進行に有効性があると考えられている。
免疫抑制剤は副作用が出るがステロイドパルス療法を効果的に発揮させる働きがある。効果を持続させるには免疫抑制剤とステロイドを組み合わせて利用する必要がある。
脂質代謝改善薬にはLDL吸着療法などが加えられこれらは高脂血症を予防するのに用いられる。
ステロイドは一般的にプレドニゾロンを使用する。ステロイドは長期に渡っての見通しに有効性が示唆されているが長期間服用することで様々な合併症が起こりやすくなる。
手術療法として腎臓移植を行うこともある。
近年、FGSの病理学的分類がなされ、組織型によって治療反応性に差があることが判明している。なお、FGSは移植腎での再発例が多いことでも知られ、何らかの液性因子の関与が考えられている。

糸球体硬化は、さまざまな腎糸球体疾患により糸球体障害が引き起こされた結果起こる、最終到着地点である。病理学的には、「糸球体毛細血管の消失と細胞外基質の沈着」と定義されている。ポドサイト（糸球体足細胞 / 糸球体上皮細胞）障害から生じる糸球体硬化は、ポドサイトに再生能がないことから、ポドサイトが脱落した糸球体基底膜の部位を外側のボウマン嚢上皮細胞が被覆することにより糸球体硬化が進展していくと考えられている。
千葉大学のプレリリース によると、イベルメクチン（イベルメクトール）の投与により、腎臓のポドサイト（糸球体足細胞）に発現するデンドリンという蛋白質の、細胞核への移動を抑制することで、慢性腎臓病の進行を遅らせることが発見された。
よって、糸球体硬化症の病状の進行に対する抑制として、イベルメクチンとプレドニゾロンの併用療法が有望である。

## 予後
治療抵抗性の場合は、慢性腎不全となる場合が多い。
治療反応例では、蛋白尿は完全寛解または不完全寛解に至る。
寛解後に再発して治療抵抗性となった例では、腎予後は不良で進行性に末期腎不全に至る事が多い。
小児発症例のほうが、成人発症例よりも寛解率が高い、と言われている。
稀ではあるが、無治療での自然寛解例も報告されている。

## 参考資料
- “Uncovering pharmacological mechanisms of Phellinus linteus on focal segmental glomeruloscleosis rats through tandem mass tag-based quantitative proteomic analysis, network pharmacology analysis and experimental validation.”. J Tradit Chin Med. 43(4):  744-740. (2023). PMID 37454259;doi: 10.19852/j.cnki.jtcm.20230524.002